# 青木源太
青木 源太（あおき げんた、1983年（昭和58年）5月7日 - ）は、レプロエンタテインメントに所属するフリーアナウンサー、YouTuber、TikTokerで、元日本テレビアナウンサー。

## 来歴
大阪府泉南郡岬町での出生後に、実父転勤の兼ね合いで、幼少期から神奈川県藤沢市・千葉県富里市・愛知県岡崎市と移り住んだ。レプロエンタテインメントが公式サイトで公開しているプロフィールでは、出身地を「愛知県岡崎市」と記している。岡崎市立葵中学校、愛知県立岡崎高等学校、慶應義塾大学文学部史学科西洋史学専攻卒業後、2006年にアナウンサーとして日本テレビへ入社。同期入社のアナウンサーに、桝太一（2022年退社後フリー、研究員転身）、松尾英里子（2012年退社後、フリー転身）、葉山エレーヌ（2018年他部署に異動）がいる。入社後は、情報・バラエティ番組への出演を中心に、スポーツ中継（2010年の第86回箱根駅伝など）での実況も担当していた。2015年10月5日より『PON!』にレギュラー出演。月 - 水曜日にはビビる大木、木・金曜日には岡田圭右とのコンビで司会を務めた。番組終了後の2018年10月1日から、『バゲット』の初代MCを後輩の尾崎里紗と共に担当。
2020年9月30日付で同局退社。同日放送分の『バゲット』で出演を終えた。翌10月1日から、レプロエンタテインメントに所属。「日本一のイベント司会者」になることを目標 に、フリーアナウンサーとして再スタートを切ったが、日本テレビ時代の担当番組のうち、『火曜サプライズ』には2021年3月で終了するまで出演を続けていた。
同年12月23日には、YouTube上に「源チューブ」という公式チャンネルを開設。関西テレビで2023年10月2日から放送を開始する『旬感LIVE とれたてっ!』（他のフジテレビ系列局の一部でもフルネットを実施する平日午後の生放送番組）で、フリーアナウンサー転身後初めて、地上波テレビの帯番組でMCを務めることが発表されている。ちなみに、大阪府内（岬町）で出生した青木にとって、同町が放送対象地域に当たる在阪局制作の番組にレギュラーで出演することは『とれたてっ!』が初めてである。そのため、現在は大阪在住。

## 人物・エピソード
- 身長は181cm、血液型はO型。女性ファッション誌『an・an』の2010年1月20日号で、イケメンアナウンサーとして特集された。その中で「ファッションにはほとんど興味がなく、ファッションセンスもゼロだと思う。」と発言したが、『スッキリ!!』ではドン小西とともに「ドン小西の芸能界ピリ辛おしゃれコンシェルジュ」を担当していた。
- オリコンの集計による「好きな男性アナウンサーランキング」では、2016年に9位、2017年に3位へ入っている[10]。
- 日本テレビで同期の桝太一とは、「源太」「太一くん」と呼び合うほど仲が良い。フリーアナウンサーへの転身に際しては「引き留めるというより背中を押してくれた」と語り、桝へ頻繁に相談を持ち掛けた。一方で、桝からは自分以外に相談へ応じられそうな人物へ会うことも勧められたという[11]。退社日である2020年9月30日の『バゲット』最終出演には桝がサプライズ出演した[12]。 後に桝も2022年3月末に退社し、同志社大学助教、フリーに転身している。
- 日本テレビアナウンサー時代には、水卜麻美を中心に、同局アナウンサーの有志が組んだバンド「ミートルズ」へ参加[13]。2014年には、『スッキリ!!』の企画で森圭介・藤田大介（自身と同じ30歳前後の男子アナウンサー）と共に「アナサー男子三人衆」を結成すると、ヒャダイン（前山田健一）のプロデュースによる「俺たちの『理不尽』（プライド）」という楽曲でCDデビューを果たした[14]。
- 趣味はジャニーズの曲だけを歌う「ジャニカラ」だと公言するほどのジャニーズファン。そのため、入社時から2017年までの座右の銘もV6の曲名でもある「Can do! Can go!」。「ジャニーズイントロ」が得意。『嵐にしやがれ』へ出演した際も、嵐の5人と単独対決を行い勝利した[15]。また、2018年9月まで担当していた『PON!』でジャニーズ関連を紹介する際には「ジャニッPON!」のタイトルがつくようになり、自ら取材に出向き、親交を深めることがよくある。2019年1月27日に嵐が活動休止を発表、記者会見を開いた際には質疑応答に青木が臨み、涙を零しながらメンバーに質問を投げかけた[16]。
- 読売ジャイアンツのファンである[17][18]。
- ヒゲが濃くて生えるのが速く、朝起きて出勤前にT字カミソリでしっかりと剃り、出勤後に社内のメイク室で電気カミソリを用いて剃り、さらにー生放送開始後も自分の担当コーナー直前のCM中に剃り残しが無いよう再度剃っていると言う[15]。なお、現在はヒゲの永久脱毛をしている[19]。
- 日本テレビアナウンサー時代の2012年9月14日に放送された『スッキリ!!』で、大学の同級生である大阪府出身の女性と結婚することを発表した[20]。ちなみに、妻の実父（青木の義父）は大阪府内で医療法人グループを経営していて、妻も関連会社で取締役を務めている[21]。
- 日本テレビのアナウンサーからフリーアナウンサーへの転身は、「30代のうちに専門性を確立することによって社内で存在感を発揮した後に、40代から50代にかけて、会社の枠を超えて社会に価値を提供できるようになりたい」というキャリアプランを、同局への勤務中から立てていたことにもよる。同局からの退社をめぐっては、局の幹部や妻と1年以上にわたって話し合いを重ねた末に『火曜サプライズ』への出演を続けることを条件に円満退社へ至ったという[11]。
- 自身は出生地の大阪府岬町を1歳で離れていたほか、日本テレビのアナウンサー時代には、在阪局の読売テレビ（日本テレビ系列の準基幹局）で放送されない帯番組でMCをレギュラーで務めることが相次いでいた。『バゲット』は読売テレビで一切流れておらず、『PON!』には同局が一部曜日でのネットを終了した後から出演を始めている[22]。それでも大阪との縁は深く、自身の慶應義塾大学在学中から、両親が府内での生活を再開[9]。妻は青木との婚姻関係を維持したまま、医療関連会社の取締役としての職務へ専念すべく、青木が日本テレビに勤務していた2009年から実子と共に府内の実家で生活している。青木によれば「フリーアナウンサーとしての仕事が日本テレビのアナウンサー時代より不規則になる可能性を想定しながら、我が家に合ったライフスタイルを追求した結果」と言うが、実際にフリーアナウンサーへ転身した直後には「妻子との別居を始めてからも夫婦仲は至って良好なので、（在京局の）日本テレビ時代には無かった関西での仕事を増やしたい。そうなれば、（大阪で暮らす）妻子と会う機会もおのずから増える」と述べていた[21]。このような事情で夫婦とも東京と大阪をたびたび往復していたが、自身は（大阪市内の関西テレビ本社スタジオから生放送を週に5日実施する）『旬感LIVE とれたてっ!』MCへの起用を機に、生活の拠点を大阪へ移したうえで妻子と再び同居することを明言している[22]。

## 元同期
- 桝太一（退社後、ソニー・ミュージックアーティスツ所属フリーアナウンサー、同志社大学ハリス理化学研究所助教）
- 葉山エレーヌ（現・総務局 ファシリティ推進部勤務）
- 松尾英里子（退社後、三桂所属フリーアナウンサー、青山和弘夫人）

## 出演番組・作品

### 日本テレビアナウンサー時代

#### テレビ番組
- スポーツ中継（東京ドームでの巨人戦や箱根駅伝など）
- NNNストレイトニュース（2008年6月12日、13日、8月6日 - 8日、10月23日、24日、2009年8月5日） - 桝太一の代理キャスター
- スッキリ!!（火曜「うまいッス!!」、金曜「ドン小西の芸能界ピリ辛おしゃれコンシェルジュ」担当）
- NNNニューススポット
- Oha!4 NEWS LIVE - キャスター
  - 水〜金曜担当（2012年4月4日 - 2012年9月28日）
  - 水・木曜担当（2012年10月3日 - 2013年3月28日）
  - 水曜担当（2013年4月3日 - 2014年3月26日）
  - 木曜担当（2014年4月3日 - 2015年10月1日）
- 皇室日記
- PON!（2015年10月5日 - 2018年9月27日[3]） - MC
- バゲット（2018年10月1日 - 2020年9月30日） - MC
- 火曜サプライズ（2018年10月23日 - 2021年3月23日） - アシスタント
- 夜バゲット（2020年4月4日 - 9月25日） - MC

#### テレビドラマ
- 仮面ティーチャー（2014年） - 政治家秘書役
- 視覚探偵 日暮旅人（2015年） - タクシー運転手 役
- ぼくらの勇気 未満都市（2017年） - 道徳教師 役
- 過保護のカホコ（2017年） - カホコの婚活相手 役
- 吾輩の部屋である（2017年） - 電化製品 役
- Missデビル 人事の悪魔・椿眞子（2018年） - 赤城アナウンサー 役
- サバイバル・ウェディング（2018年） - パーティー司会者 役
- ○○な人の末路（2018年） - ナレーション
- ゼロ 一獲千金ゲーム（2018年） - 黒服 役
- 高嶺の花（2018年） - 夜間警備員 役
- もみ消して冬 2019夏 〜夏でも寒くて死にそうです〜（2019年） - 報道陣 役
- あなたの番です（2019年） - 配達員 役

#### テレビアニメ
- 風が強く吹いている（2019年） - アナウンサー 役
- MIX（2019年） - 実況 役

#### 劇場アニメ
- それいけ!アンパンマン かがやけ!クルンといのちの星（2018年） - 街の人 役

#### 楽曲
- 「俺たちの『理不尽』」アナサー男子三人衆

### フリーアナウンサーへの転身後

#### テレビ番組
- 列島縦断生中継!クイズ!ニュースLIVE〜今週の日経読んだ?〜（BSテレ東、2020年11月6日）
- 火曜サプライズ（2018年10月23日 - 2021年3月23日） - 日本テレビアナウンサー時代から出演[23]
- BOAT RACEプレミア（TOKYO MX、BSフジ（2025年3月まで）→BSテレ東（2025年4月から）等、2021年4月25日 - ） - 準優勝戦・優勝戦MC
- 健康になりたい、松本明子。（BSJapanext、2022年3月28日 - ） - 番組進行役
- こんなところでキャンパーズ!（BS松竹東急、2022年4月6日- 5月4日、8月31日 - 9月14日、2023年1月1日 - 18日、2月15日、2024年3月13日 - 20日・6月10日、2025年6月16・23日）
- レコメシ〜味な料理人〜（名古屋テレビ、2022年7月7日 - 9月29日）- ナレーター[24]
  - レコメシ〜自慢のひとさら〜（名古屋テレビ、2023年7月7日 - 9月29日、2024年7月5日 - 9月27日）- ナレーター
- 旬感LIVE とれたてっ!（関西テレビ、2023年10月2日 - ）- 司会
- スイッチ!（東海テレビ、2023年10月3日）- リポーター

#### ラジオ番組
- Skyrocket　Company - ゲスト（TOKYO FM、2020年10月21日）
  - 日本テレビのアナウンサー時代を含めても初めて、ラジオの生放送番組へ出演[6]。
- 山崎怜奈の誰かに話したかったこと。- ゲスト（TOKYO FM、 2020年11月10日）
- 青木源太・足立梨花 Sunday Collection（TOKYO FM・JFN系列、2021年4月4日 - ）
- 竹村哲のアキラめないで! - ゲスト（ラジオ日本、7月4日 - 7月11日）
- 発見!ファーストペンギン -（ニッポン放送・関東ローカル、2022年8月7日 - 2023年3月27日） 冠番組

### レギュラーラジオとして初の担当番組[25][26]。

#### ウェブ番組
- カイギ（2021年3月31日・4月7日、ひかりTVチャンネル＋）[27]